# Bud Tribble
Guy L « Bud » Tribble est le vice-Président des technologies logiciels chez Apple. Tribble était le manager de l'équipe des développeurs du projet Macintosh au début des années 1980, où il aida à concevoir le système d'exploitation original Mac OS et l'interface utilisateur. On lui doit la reprise passée à la postérité du concept de champ de distorsion de la réalité pour décrire les capacités de son chef, Steve Jobs à faire prévaloir sa vision des choses. Il le rejoint d'ailleurs chez  NeXT en 1985, quand Jobs quitte Apple pour fonder cette nouvelle entreprise. Tribble est déjà à l'époque  VP du développement logiciel. Il est l'un des grands experts de la conception de logiciel et de la programmation orientée objet.  Tribble travaille également pendant sa carrière chez Sun Microsystems et Eazel. Il retourne chez Apple en 2002 sous la houlette de Jobs réinstallé dans ses fonctions de directeur général.  
Tribble a obtenu une licence en physique à l'Université de Californie à San Diego, puis un MD et un PhD en Biophysique et Physiologie à l'University of Washington à Seattle